# Bulgaria en los Juegos Olímpicos de Sídney 2000
Bulgaria estuvo representada en los Juegos Olímpicos de Sídney 2000 por un total de 91 deportistas que compitieron en 16 deportes.  
El portador de la bandera en la ceremonia de apertura fue el palista Ivo Yanakiev.

## Medallistas
El equipo olímpico búlgaro obtuvo las siguientes medallas:
| Nombre           | Deporte            | Competición              |
| ---------------- | ------------------ | ------------------------ |
| Oro              |                    |                          |
| Tereza Marinova  | Atletismo          | Triple salto F           |
| Galabin Boevski  | Halterofilia       | 69 kg M                  |
| Armen Nazarian   | Lucha grecorromana | 58 kg M                  |
| Taniu Kiriakov   | Tiro               | Pistola 50 m M           |
| Mariya Grozdeva  | Tiro               | Pistola deportiva 25 m F |
| Plata            |                    |                          |
| Gueorgui Markov  | Halterofilia       | 69 kg M                  |
| Alan Tsagaev     | Halterofilia       | 105 kg M                 |
| Serafim Barzakov | Lucha libre        | 63 kg M                  |
| Petar Merkov     | Piragüismo         | K1 500 m M               |
| Petar Merkov     | Piragüismo         | K1 1000 m M              |
| Rumiana Neikova  | Remo               | Scull ind. (W1x) F       |
| Bronce           |                    |                          |
| Yordan Yovchev   | Gimnasia artística | Anillas M                |
| Yordan Yovchev   | Gimnasia artística | Suelo M                  |